# Савіньї-сюр-Орж (кантон)
Савіньї́-сюр-Орж (фр. Savigny-sur-Orge) — кантон у Франції, в департаменті Ессонн регіону Іль-де-Франс.

## Склад кантону
Кантон включає в себе 1 муніципалітет:
| Муніципалітет    | Площа | Населення, осіб | Рік  |
| ---------------- | ----- | --------------- | ---- |
| Савіньї-сюр-Орж* | 5,17  | 28374           | 2007 |

* — лише південна частина міста Савіньї-сюр-Орж

## Консули кантону
| Період    | Консул            | Посада                                        | Примітка                                                                  |
| --------- | ----------------- | --------------------------------------------- | ------------------------------------------------------------------------- |
| 1967—1980 | Raymond Brosseau  | Мер муніципалітету Савіньї-сюр-Орж, сенатор   |                                                                           |
| 1980—1982 | Michel Bockelandt | Мер муніципалітету Савіньї-сюр-Орж            | Перевибори 1982 року анульовані 20 грудня 1982                            |
| 1983—1993 | Jean Marsaudon    | Мер муніципалітету Савіньї-сюр-Орж            | Пішов у відставку 1993 року після обрання депутатом Національної асамблеї |
| 1993—2005 | Simone Dussart    |                                               | Помер у 2005 році                                                         |
| 2006—2014 | Éric Mehlhorn     | Заступник мера муніципалітету Савіньї-сюр-Орж |                                                                           |

| Франція | Це незавершена стаття з географії Франції. Ви можете допомогти проєкту, виправивши або дописавши її. |